# Chain Reaction (Lied)
Chain Reaction ist ein Lied von Diana Ross aus dem Jahr 1985, das von den Bee Gees geschrieben wurde.

## Geschichte
Ursprünglich war der Song nicht für Diana Ross gedacht, doch zeigte sie sich daran interessiert, nachdem sie ein Demo gehört hatte. Die Hintergrundstimme ist von Barry Gibb.
Chain Reaction wurde in den USA am 25. Oktober 1985 veröffentlicht. In anderen Ländern erfolgte die Singleveröffentlichung später. Das Stück wurde ein Nummer-eins-Hit in Großbritannien und Australien. Nach der Veröffentlichung schaffte es das Lied in den Vereinigten Staaten anfangs auf Platz 95, nach einer Wiederveröffentlichung Anfang 1986 auf Platz 66.
Der Song ist 3:47 Minuten lang und erschien auf dem Album Eaten Alive. Auf der B-Seite der Single befindet sich das Stück More and More.
1993 erschien eine weitere Version des Songs unter dem Namen Chain Reaction ’93, die in Großbritannien ein Top-20-Erfolg wurde.

## Musikvideo
Zu Beginn des Musikvideos singt Diana Ross den Song auf einer Bühne, dabei sieht man sie sowohl in Farbe als auch in Schwarzweißfotografie. Die Szenen in Schwarzweißfotografie sind Liveauftritte der Supremes in einem Studio. In Zwischenszenen läuft Ross einen Weg entlang und wird bei den Darbietungen von Backgroundtänzern begleitet. Anschließend tanzt das Publikum sowohl in den Farb- als auch in den Schwarzweißszenen. Als beide Szenenfolgen aufeinandertreffen, erleidet der Produzent in den Schwarzweißszenen am Ende einen Nervenzusammenbruch.

## Rezeption

### Chartplatzierungen
| ChartsChartplatzierungen       | Höchstplatzierung | Wochen |
| ------------------------------ | ----------------- | ------ |
| Deutschland (GfK)              | 11 (20 Wo.)       | 20     |
| Schweiz (IFPI)                 | 20 (7 Wo.)        | 7      |
| Vereinigte Staaten (Billboard) | 66 (11 Wo.)       | 11     |
| Vereinigtes Königreich (OCC)   | 1 (19 Wo.)        | 19     |

| ChartsChartplatzierungen     | Höchstplatzierung | Wochen |
| ---------------------------- | ----------------- | ------ |
| Vereinigtes Königreich (OCC) | 20 (5 Wo.)        | 5      |

| ChartsJahrescharts (1986)    | Platzierung |
| ---------------------------- | ----------- |
| Deutschland (GfK)            | 52          |
| Vereinigtes Königreich (OCC) | 5           |

### Auszeichnungen für Musikverkäufe
| Land/Region                  | Auszeichnungen für Musikverkäufe (Land/Region, Auszeichnung, Verkäufe) | Verkäufe |
| ---------------------------- | ---------------------------------------------------------------------- | -------- |
| Australien (ARIA)            | Platin                                                                 | 70.000   |
| Vereinigtes Königreich (BPI) | Gold                                                                   | 400.000  |
| Insgesamt                    | 1× Gold · 1× Platin ·                                                  | 470.000  |

## Coverversionen
- 1987: The Shadows
- 1996: Cliff Richard
- 2010: Alex Conti
- 2010: Noisettes